# Calchaenesthes pistacivora
Calchaenesthes pistacivora là một loài bọ cánh cứng trong họ Cerambycidae.